# Champfromier
Champfromier är en kommun i departementet Ain i regionen Auvergne-Rhône-Alpes i östra Frankrike. Kommunen ligger  i kantonen Bellegarde-sur-Valserine som ligger i arrondissementet Nantua. Kommunens areal är 32,4 km². År 2022 hade Champfromier 709 invånare.

## Befolkningsutveckling
Antalet invånare i kommunen Champfromier
Referens: INSEE